# Ronnie Busk
Ronnie Busk, född 29 maj 1944, död 3 mars 2005, var en svensk roman- och manusförfattare.
År 1969 utgavs hans första roman Änglaskuggor. Den handlar om Clas Holzer som lever sitt liv som tjuv och homosexuell. Boken bygger delvis på Ronnie Busks egna upplevelser och skrevs under en tids vistelse i fängelse.
År 1979 skrev han manus till filmen Stortjuven och medverkade även i en biroll.